# Werner Riebenbauer
Werner Riebenbauer (Viena, 7 de julio de 1974) es un ciclista austriaco.

## Biografía
Fue especialista en el sprint y consiguió su primer contrato profesional con el equipo Team Nuremberg y se trasladó a Dinamarca en 2003 con el equipo Fakta. Después volvió a su país con el equipo Team Vorarlberg. Desde 2008, corrió con el equipo continental RC Arbö Wels Gourmetfein.
En noviembre de 2012, anunció su retirada del deporte profesional. En la actualidad Riebenbauer trabaja como vendedor en la tienda de bicicletas abierta por Bernhard Kohl en 2010 en Viena.

## Palmarés
2000
- Campeonato de Austria en Ruta

2001
- 1 etapa de la Vuelta a Murcia
- 1 etapa de la Vuelta a Austria

2008
- 1 etapa del Steiermark Rundfahrt

2009
- 1 etapa del Tobago International

2012
- 1 etapa de la Vuelta a Eslovaquia